# Côi
Côi (danh pháp khoa học:Scyphiphora hydrophylacea) là một loài thực vật có hoa trong họ Thiến thảo. Loài này được C.F.Gaertn. miêu tả khoa học đầu tiên năm 1806.